# Thủ Dầu Một
Thủ Dầu Một est une ville du sud du Viêt Nam, capitale de la province de Binh Duong. Sa population était de 244 277 habitants en 2012. C'est une ville satellite d'Hô-Chi-Minh-Ville, à l'accroissement de population rapide.

## Géographie
La ville se trouve à une vingtaine de kilomètres au nord d'Hô-Chi-Minh-Ville (Saïgon) sur la rive gauche (orientale) de la rivière de Saïgon.

## Administration
Thủ Dầu Một, dont le territoire administratif est de 118,66 km², regroupe 11 arrondissements :
- 1.Phú Cường
- 2.Hiệp Thành
- 3.Chánh Nghĩa
- 4.Phú Thọ
- 5.Phú Hòa
- 6.Phú Lợi
- 7.Phú Mỹ
- 8.Định Hòa
- 9.Hiệp An
- 10.Phú Tân
- 11.Hòa Phú

3 communes :
- 1.Tân An
- 2.Tương Bình Hiệp
- 3.Chánh Mỹ

## Sites à visiter
- Temple Hoi Khanh ;
- Temple de Dame Thiên Hậu ;
- Marché de  Thủ Dầu Một et ses maisons anciennes alentour ;
- Temple Ông ;
- Village de Tương Bình Hiệp, spécialiste de la laque ;
- Village de céramique ;
- Prison de Phú Lợi.

## Notes et références

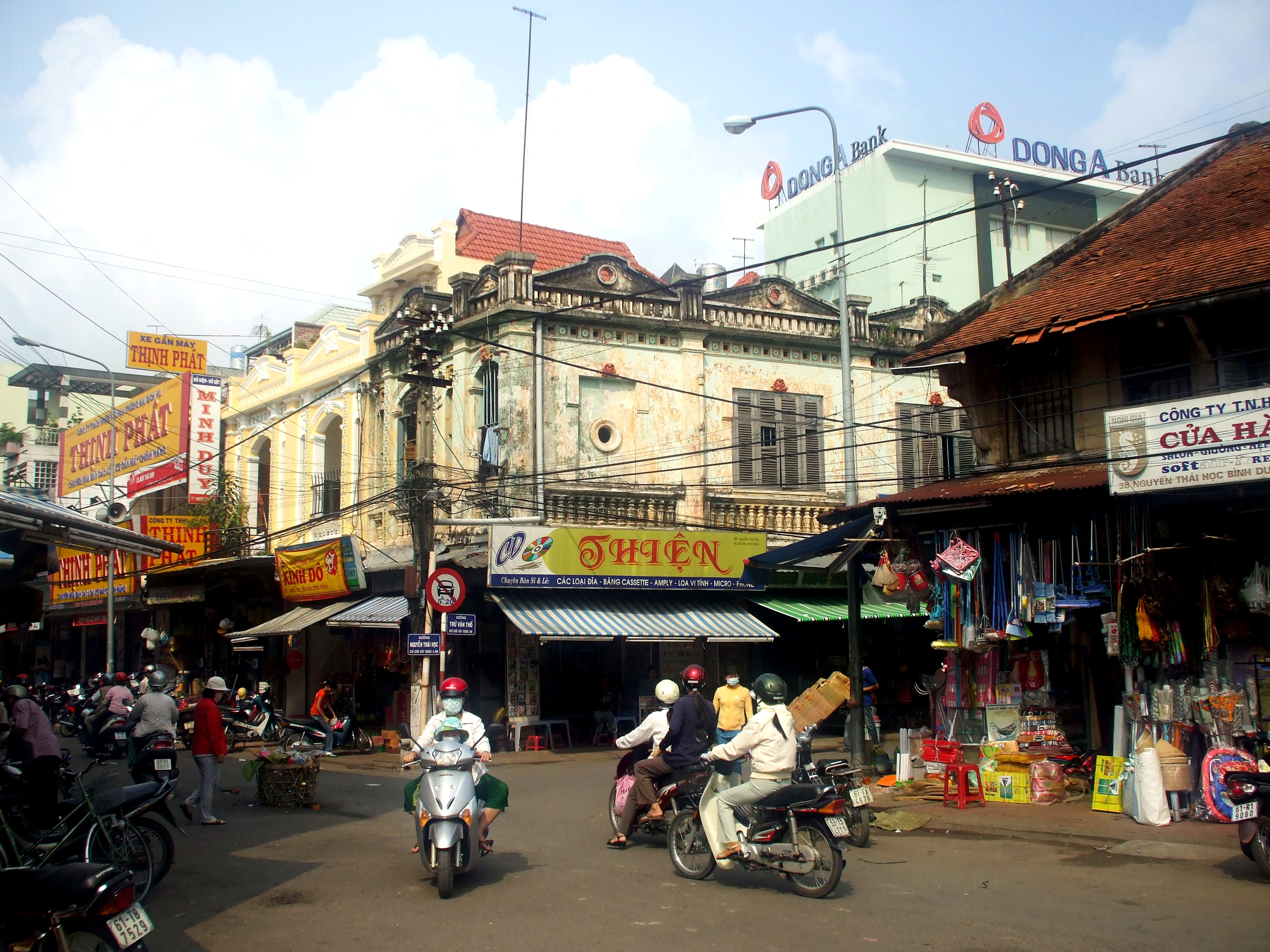
Quartier du vieux marché.